# Jacques De Grave
Jacques De Grave (Charleroi, 19 februari 1942 - Etterbeek, 3 februari 2010) was een Belgisch politicus voor de PRL en vervolgens de Mouvement Réformateur.

## Levensloop
Hij werd commercieel directeur en was tevens politiek actief voor de liberalen. Eerst was hij actief voor de PLP, tot hij in 1973 toetrad tot de dissidente Brusselse liberale partij PLDP, die opkwam voor de belangen van de Franstaligen in de Brusselse agglomeratie en de Brusselse Rand. De PLDP werd in 1974 herdoopt tot Parti Libéral Bruxellois, dat in 1979 samen met de Waalse liberalen van de PRLW fuseerde tot de PRL. In 2002 veranderde deze partij van naam en heette ze vanaf dan MR.  
Van 1970 tot aan zijn dood was De Grave gemeenteraadslid van Elsene, waar hij van 1982 tot 2000 schepen was. 
Tevens zetelde hij van 1991 tot 1999 in het Brussels Hoofdstedelijk Parlement en in 1995 was hij enkele maanden lid van de Belgische Senaat als rechtstreeks gekozen senator voor het arrondissement Brussel.